# 世界ウルルン滞在記2008
『世界ウルルン滞在記2008』（せかいウルルンたいざいき にせんはち）は、2007年4月15日から2008年9月14日までTBS系列と秋田テレビ（AKT、フジテレビ系列、放送時間は毎週日曜9:00 - 9:54、14日遅れ）で毎週日曜22:00 - 22:54（JST）に放送されていたトークショーを兼ねた世界紀行ドキュメンタリー番組である。毎日放送テレビ（MBSテレビ）とテレビマンユニオンの共同制作。なお2008年3月までは、『世界ウルルン滞在記"ルネサンス"』という番組タイトルだった。
番組タイトルロゴでの表記は『ウルルン2008』となっていた。
また本項では、2008年10月10日から2013年3月29日までBS-i（2009年4月以降BS-TBS）にて毎週金曜22:00 - 22:54に放送されていた『世界ウルルン滞在記リターンズ』についても記述する。

## 番組概要
1995年4月9日から2007年4月1日までの12年間に渡って放送された長寿番組『世界ウルルン滞在記』から、出演者やクイズ形式などを変更しタイトルに「ルネサンス」を加えリニューアルされた。

### 前番組からの変更点など
- 番組司会の徳光和夫に久本雅美と溝端淳平を加えた3人体制になった。3人程度のゲストの中から旅人に縁のある人物も出演。
- ナレーターは、下條アトムから松尾スズキに変更（冨永みーなは続投）。
- スタジオの進行は天の声（ナレーター）が行う（後述）。
- ホームステイは1週間に限定されていたところを、テーマや場所に合わせたスケジュールに変更。
- 旅人の出発前の様子など準備段階からカメラで追う。また長期滞在のホームステイの場合、途中経過を毎週紹介。
- 番組中の音楽は全て中島みゆきの楽曲を使用。
- ハイビジョン制作となった。
- 「 - ルネサンス」となってからの初回の旅人はガレッジセールのゴリ。
- 久本と溝端は2008年3月30日放送分で降板。司会者は徳光のみとなり、アシスタントも廃止された。さらにクイズが出題されなくなり、それまでの解答者は事実上ゲスト扱いとなった。クイズが廃止された点を除けば、基本的にはウルルン滞在記の放送開始当初のフォーマットにほぼ回帰した形となる。ナレーターは『"ルネサンス"』に引き続き松尾と冨永が担当。

### 「 - ルネサンス」からの変更点
- クイズの出題が廃止され、毎週旅人からのお土産をプレゼントする。また、海外旅行のプレゼントも毎月1名にプレゼントすることとなった。
- 収録VTRも現地の人からの声を二ヶ国語に切り替えるようになった。
- 「世界ウルルン滞在記2008」となってからの第1回の放送は、日曜劇場『猟奇的な彼女』の15分拡大により22:15 - 23:09に放送。旅人は山本太郎。なお、この回からクイズの出題はなくなった。
  - この回からは二ヶ国語放送となっているが、厳密には副音声で日本語に訳した表示テロップをそのまま読み上げる形式となっているため“視覚障害者への解説放送”の状態となっている（アナログ・デジタルともモノラル二重音声）。ただし、番組の新聞上では2か国語放送（「二」か「2」）となっている（「二ヶ国語放送」となっているのは旅先での現地語を副音声で日本語に吹き替えているだけのため）。画面上では「一部の地域を除く」と表示されているが、その該当する地域とは北海道放送の旭川・函館・室蘭・帯広・北見・釧路の各アナログ放送エリアを指している。但し、これらのエリアでも地上デジタル放送では副音声を聴くことができる。

## クイズのルール・賞品（「 - "ルネサンス"」時代）
- 第18回までスタジオの天の声によって進行し、スタジオゲストに加え司会陣（久本、溝端）も解答者になる。2問目は解答者が天の声によって指名される。天の声は固定のレギュラーは置かず、原則2 - 4回間隔でタレントが変わる。
第19回（2007年9月30日の再会スペシャル）からは天の声（のシステム自体）が廃止され前番組同様、徳光から出題されクイズの答えは徳光と旅人だけが知っている（久本、溝端はこれまで同様、解答側）。
- 第18回までは全てのクイズに正解が出た場合、視聴者にJALPAKで行く海外旅行をプレゼント、1問しか正解が出なかった場合はその回の旅のお土産をプレゼントしていた。なお、全問不正解だった場合は視聴者プレゼント自体が無しになってしまう。ちなみにこのルールだった時代、1度だけ全問不正解になってしまい実際に視聴者プレゼントが無しになってしまった事があった。また全問正解が達成された場合、旅のお土産はその回の第2問（最終問題）の正解者にプレゼントされた。
- 第19回からは、たとえその回が全員全問不正解であった場合でも視聴者プレゼント無しにはならない。全問正解者が出なかった場合は視聴者に旅のお土産を、全問正解者が出た場合は視聴者にはJALPAKで行く海外旅行をプレゼント。旅のお土産は全問正解を達成した解答者に贈られる。

## 世界ウルルン滞在記リターンズ
ウルルンシリーズ終了からおよそ1ヶ月後の2008年10月10日より2013年3月29日までBS-i（→BS-TBS）にて『世界ウルルン滞在記リターンズ』として放送された。当番組は主に歴代ウルルンシリーズの再放送が基本であるが、本放送（リアルタイム放送）時に放送されなかった未公開場面を追加映像として新たに織り交ぜて過去の放送分から厳選して放送された。
司会の徳光はこれまでのウルルンシリーズからそのまま継続された。また、当番組は本放送の翌週に再放送を行っているため、事実上の隔週放送となる。

## ウルルンシリーズ2年半ぶりの復活
世界ウルルン滞在記 みんな元気に!復活スペシャルを参照

## 出演者

### 司会
- 徳光和夫
- 久本雅美（『ルネサンス』のみ）
- 溝端淳平（『ルネサンス』のみ）

### パネリスト
レギュラー
- 石坂浩二

準レギュラー
- 泉谷しげる
- 山瀬まみ
- 西田ひかる

### ナレーター
- 松尾スズキ
- 冨永みーな ※主にクイズや次回予告のナレーション

### 天の声（ルネサンス・第1 - 18回まで登場）
- 天野ひろゆき（キャイ〜ン）（第1回・2007年4月15日 - 第4回・2007年5月6日）
- パパイヤ鈴木（第5回・2007年5月13日 - 第8回・2007年6月3日）
- 松尾貴史（第9回・2007年6月10日、第10回・2007年6月17日）
- コロッケ（第11回・2007年6月24日、第12回・2007年7月1日）
- 由紀さおり（第13回・2007年7月8日、第17回・2007年8月12日、第18回・2007年8月19日）
- 濱田マリ（第14回・2007年7月15日）
- 矢崎滋（第15回・2007年7月22日、第16回・2007年8月5日）

※第19回からは廃止される。

### 声の出演（2008・副音声のみ）
- 81プロデュース

## 主題歌
- 主題歌（ルネサンスのみ）：『一期一会』中島みゆき
- エンディングテーマ：
  - - 2008年3月『昔から雨が降ってくる』中島みゆき
  - 2008年4月 - 『一期一会』中島みゆき[1]
  - - 2009年1月『またね。』Cure Rubbish

## スタッフ（リターンズ/2008）
- 企画：白井博（2008年4月20日 - 、以前はプロデューサー）
- ディレクター：石原徹／河原剛、東考育、宇都浩一郎、保坂秀司、牧田潤也、宮岡義徳、下口谷充ほか（テレビマンユニオンのスタッフが週代わりで担当）
- 構成：稲原誠、田淵寛、勝栄
- リサーチ（週代わり）：伊藤暢子、前田奈苗、吉本珠代
- 音楽：佐藤朋生（ - 2008年3月30日）→手使海ユトロ（2008年4月20日 - ）
- 音楽プロデューサー：友野久夫
- TD：島方春樹
- カメラ：川崎昭
- 照明：出口勉
- 音声：竹山裕隆
- 映像：錦織洋三
- VTR：白鳥好一
- 映像ディスプレイ：鈴木豊
- VTR編集：渡邊正宏
- MA：吉田肇
- 音響効果：片野正美、竹中絵美
- セットデザイン：雫石洋治
- 美術制作：渡辺勝
- 美術進行：林政之
- 化粧：斉藤有希子
- 記録：阿部直子
- タイトル：守屋健太郎、ハロウィンジャック
- 番組宣伝：安藤ひと実 (MBS)
- 制作デスク（制作補）：望月麻美
- 制作プロデューサー：生尾典之
- 海外プロデューサー：津田環
- キャスティングプロデューサー：藤村恵子・髙木昇
- 総合演出：上野大介 (MBS)
- プロデューサー：椰木泰西・竹村香（テレビマンユニオン）、北野弘（MBS。2008年4月20日 - ）、森田綾子（MBS。- 2008年7月27日）、
- 技術協力：東京メディアシティ（2007年9月までは渋谷ビデオスタジオ）、e-naスタジオ
- 衣装協力：東レディプロモード、東レきもの販売他
- 協力：日本航空、ジャルパック、デジタルサイト他
- 製作：テレビマンユニオン、毎日放送テレビ、BS-i → BS-TBS（「リターンズ」のみ）

### 以前のスタッフ
- プロデューサー：中野伸二（MBS。 - 2008年3月29日）、森田綾子（MBS。以前は、キャスティングプロデューサー。2008年4月20日〜7月27日）